# Jerzy Poetschke
Jerzy Poetschke (ur. 1925, zm. 2016) — polski Sprawiedliwy wśród Narodów Świata.

## Życiorys
Jerzy Poetschke urodził się w Poznaniu 25 sierpnia 1925 r. w spolszczonej rodzinie niemieckiej Huberta i Hildegardy Poetschke. W 1927 r. przeprowadził się z rodziną do Tarnowa, tymczasowo wynajmując dom przy ulicy Gumińskiej należący do rodziny Goldmanów, przyjaciół rodziny Poetschke. Po rozpoczęciu działań wojennych Goldmanowie zostali zmuszeni przeprowadzić się do tarnowskiej kamienicy przy ul. Lwowskiej, a później zostali umieszczeni w getcie, jednak mimo tego Jerzy Poetschke pozostał z nimi w bliskim kontakcie. W czasie okupacji dostarczał im prowiant. Po stracie rodziny 17-letnia Blanka Goldman będąca rówieśniczką Jerzego została namówiona przez niego do ucieczki z getta jeszcze przed likwidacją i schronienia się w jego domu, wówczas przy ul. Kołłątaja. W maju 1942 r. Jerzy Poetschke udzielił Blance Goldman schronienia po jej ucieczce z drogi do pracy. Poetschke sprawował opiekę nad Blanką do zakończenia działań wojennych, kiedy odnalazła ona swoich krewnych – Tischów (brata matki z żoną), z którymi wyemigrowała do Szwecji. Poetschke utrzymywał kontakt z uratowaną przez niego Blanką Goldman do jej śmierci w 1973 r. Po wojnie Poetschke był zatrudniony w tarnowskim Młynie Szancera.
Zmarł 1 października 2016 roku i został pochowany na Starym Cmentarzu w Tarnowie.